# Gny
Gny er en dansk folkemusik gruppe der spiller nordisk folkemusik og middelaldermusik. Gny blev dannet i 1999. Gruppen har sammen med bands som Virelai, Valravn, Asynje og Krauka nyfortolket middelaldermusikken i Danmark. Gruppen består af Lasse Olufson (lut, guitar, sang), Rune Brandt Larsen (fløjte, sækkepibe, sang), Laura Emilie Beck (violin, rebec, sang) og Nanna Solveig Barslev (sang, duval).
Debutalbummet, Hvor piger tager svende med vold, udkom i 2001. Her medvirkende Ole Thirup Kastholm Hansen, Larsen, Lindegård og Barslev-Larsen.
Gruppens andet album udkom i 2008 under navnet Ærlig Pæl.
Af koncerter kan fremhæves Midvinterfestival 2008 i Den Grå Hal og Ethereal Fest 2008 i Barcelona, Festival-Mediaval 2013 i Tyskland, samt Trolls & Légendes 2015 i Belgien..
Halvdelen af gruppen har sideløbende været med med til at danne folkmetal bandet Huldre, der viderefører dele af Gny's stil.

## Medlemmer
- Lasse Olufson (lut, guitar, sang)
- Rune Brandt Larsen (fløjte, sækkepibe, sang)
- Laura Emilie Beck (violin, rebec, sang)
- Nanna Solveig Barslev (sang, duval)

### Tidligere medlemmer
- Stine Margit Lindegård (jødeharpe, tromme, sang)
- Ole Thirup Kastholm Hansen (lut, jødeharpe, violin og sang)

## Diskografi
- Hvor piger tager svende med vold (2001)
- Ærlig Pæl (2009)